# Michel Ancel
Michel Ancel, född 29 mars 1972 i Monaco, är en fransk speldesigner som bland annat ligger bakom plattformshjälten Rayman, äventyrsspelet Beyond Good & Evil och dess kommande uppföljare, samt filmlicensspelet King Kong.